# MTV Video Music Award a legjobb csapatvideóért
Az MTV Video Music Award a legjobb csapatvideóért díjat az első MTV Video Music Awardson adták át. 2007-ben Legjobb Csapat néven került átadásra, mivel nem egy adott videót értékeltek, hanem az adott csapat éves teljesítményét. 2008-ban, amikor a VMA visszatért eredeti formájához, a kategóriát megszüntették (annak ellenére, hogy az egyik legfontosabbnak tartották). A díjat legtöbbször (háromszor) a No Doubt kapta meg, míg a legtöbbször (hétszer) a U2-t jelölték. A díjat utoljára a Fall Out Boy kapta meg.
A TLC volt az első és egyetlen lánycsapat, amely kétszer is elnyerte a díjat (1995-ben a Waterfalls, 1999-ben pedig a No Scrubs videójáért).
| Év   | Győztes                                          | További jelöltek                                 |
| ---- | ------------------------------------------------ | ------------------------------------------------ |
| 1984 | ZZ Top — Legs                                    | - ZZ Top — Sharp Dressed Man                     |
| 1985 | USA for Africa — We Are the World                | - U2 — Pride (In the Name of Love)               |
| 1986 | Dire Straits — Money for Nothing                 | - Talking Heads — And She Was                    |
| 1987 | Talking Heads — Wild Wild Life                   | - U2 — With or Without You                       |
| 1988 | INXS — Need You Tonight/Mediate                  | - U2 — Where the Streets Have No Name            |
| 1989 | Living Colour — Cult of Personality              | - Traveling Wilburys — Handle with Care          |
| 1990 | The B-52's — Love Shack                          | - Tears for Fears — Sowing the Seeds of Love     |
| 1991 | R.E.M. — Losing My Religion                      | - Queensrÿche — Silent Lucidity                  |
| 1992 | U2 — Even Better Than the Real Thing             | - Van Halen — Right Now                          |
| 1993 | Pearl Jam — Jeremy                               | - R.E.M. — Man on the Moon                       |
| 1994 | Aerosmith — Cryin'                               | - R.E.M. — Everybody Hurts                       |
| 1995 | TLC — Waterfalls                                 | - Stone Temple Pilots — Interstate Love Song     |
| 1996 | Foo Fighters — Big Me                            | - Hootie & the Blowfish — Only Wanna Be with You |
| 1997 | No Doubt — Don't Speak                           | - The Wallflowers — One Headlight                |
| 1998 | Backstreet Boys — Everybody (Backstreet's Back)  | - The Verve — Bitter Sweet Symphony              |
| 1999 | TLC — No Scrubs                                  | - Sugar Ray — Every Morning                      |
| 2000 | Blink-182 — All the Small Things                 | - Red Hot Chili Peppers — Californication        |
| 2001 | ’N Sync — Pop                                    | - U2 — Elevation                                 |
| 2002 | No Doubt (közreműködik Bounty Killer) — Hey Baby | - P.O.D. — Alive                                 |
| 2003 | Coldplay — The Scientist                         | - The White Stripes — Seven Nation Army          |
| 2004 | No Doubt — It's My Life                          | - Maroon 5 — This Love                           |
| 2005 | Green Day — Boulevard of Broken Dreams           | - U2 — Vertigo                                   |
| 2006 | The All-American Rejects — Move Along            | - Red Hot Chili Peppers — Dani California        |
| 2007 | Fall Out Boy                                     | - The White Stripes                              |